# Plecotus sardus
Plecotus sardus és una espècie de ratpenat de la família dels vespertiliònids. És endèmic de l'illa de Sardenya (Itàlia). Els seus hàbitats naturals són els boscos, on es refugia en coves. Està amenaçat per la pertorbació i destrucció del seu hàbitat a conseqüència de les activitats humanes. El nom específic es refereix a l'illa on viu l'espècie.